# (7753) 1988 XB
(7753) 1988 XB es un asteroide que forma parte de los asteroides Apolo, descubierto el 5 de diciembre de 1988 por Yoshiaki Oshima desde el Observatorio Gekko, Kannami, Japón.

## Designación y nombre
Designado provisionalmente como 1988 XB.

## Características orbitales
1988 XB está situado a una distancia media del Sol de 1,467 ua, pudiendo alejarse hasta 2,174 ua y acercarse hasta 0,7604 ua. Su excentricidad es 0,481 y la inclinación orbital 3,123 grados. Emplea 649,462 días en completar una órbita alrededor del Sol.

## Características físicas
La magnitud absoluta de 1988 XB es 18,6. Está asignado al tipo espectral B según la clasificación SMASSII.